# Єгіше Аракял
Монастир Єгіше Аракял (вірм. Եղիշէ Առաքեալի վանք), чи Монастир Святого Єліше — монастир Вірменської апостольської церкви, що розташований на березі річки Єхшаракел, приблизно за 5 км від села Матагіс Мартакертського району Нагірно-Карабаської Республіки. У зв'язку з тим, що монастир знаходиться далеко від населених пунктів та відсутні будь-які шляхи сполучення, до монастиря можна дістатися лише по тропах за допомогою місцевих провідників з найближчого села Мадахіс, які добре знають місцевість.
Монастир був побудований у V столітті. По обидві сторони від церкви — 7 каплиць, одна з яких є гробницею короля Вачагана III, також відомий як Вачаган Благочестивий (487—510). За традиційною інформацію монастир сам побудував Вачаган Благочестивий на місці розкопок мощей святого Єліша.